# Aqui na Terra
Aqui na Terra (1993) é um filme português realizado por João Botelho.

## Ficha Sumária
- Realização: João Botelho
- Argumento: João Botelho
- Produção: Companhia de filmes do Príncipe Real; BBC
- Formato: 35mm, cor
- Género: ficção (drama)
- Duração: 105’
- Comprimento da fita: 2900 metros
- Distribuidor: Marfilmes
- Estreia: Cinema Nimas, em Lisboa, a 14 de Outubro de 1993

## Sinopse
Miguel é um economista de sucesso até a morte de seu pai, que o faz mergulhar num estranho mundo obscuro de medos, sons estranhos e de isolamento psicológico. Ele deixa o trabalho, afasta-se da sua mulher e inicia um processo de desintegração física. Ele vai tocar no fundo antes de começar a ver a luz. E, como um eco para sua viagem, seguimos, distantes no campo, a história de um crime e sua redenção, a história de António e Cecília. Da morte para o milagre da vida, aqui na terra.

## Ficha artística
- Luís Miguel Cintra - Miguel
- Jessica Weiss - Isabel
- Pedro Hestnes - António
- Rita Dias - Cecília
- Isabel de Castro - Mãe de Cecília
- Laura Soveral - Empregada doméstica
- Inês de Medeiros - Prostituta
- Henrique Viana - Inspector
- Cremilda Gil - Viúva
- Canto e Castro - Empresário
- Rui Morrison - Padre
- Artur Ramos - Médico n.º1
- Miguel Lobo Antunes - Médico n.º 2
- Manuel Guanilho - Condutor
- António Sequeira Lopes- Sargento
- Enrique Torres - Raper
- Carla Lupi - Enfermeira
- José Raposo - Informador
- Duarte Cruz - Empresário
- José de Arimathéia - Amigo de António
- Fernanda Mouga - Mulher na igreja
- Voz de Maria João Luís

## Ficha técnica
- Realizador João Botelho
- Director de fotografia: Elso Roque
- Montagem: José Nascimento
- Som: Vasco Pimentel
- Dir. Artística: Ana Vaz da Silva
- Música: António Pinho Vargas
- Guarda Roupa: Manuela Aires, Rita Lopes Alves
- Maquilhagem: Margarida Miranda